# Retiro lanceolatus
Retiro lanceolatus là một loài nhện trong họ Amaurobiidae.
Loài này thuộc chi Retiro. Retiro lanceolatus được Jehan Vellard miêu tả năm 1924.